# Hirtshals Kirke
Hirtshals Kirke er en kirke i Hirtshals.
Kirken blev oprindeligt tegnet af arkitekt Carl Harild. Den 9. oktober 1907 blev den første sten lagt og i 1908 kunne kirken indvies.
Oprindeligt havde kirken cirka 200 siddepladser, men gennemgik to udvidelser i 1960'erne. Senere i 2017 blev kirken restaureret og fik et nyt orgel.
- Orgel